# Phoebe bournei
Phoebe bournei е вид растение от семейство Лаврови (Lauraceae). Видът е почти застрашен от изчезване.

## Разпространение
Разпространен е в Китай.